# 佩雷內河

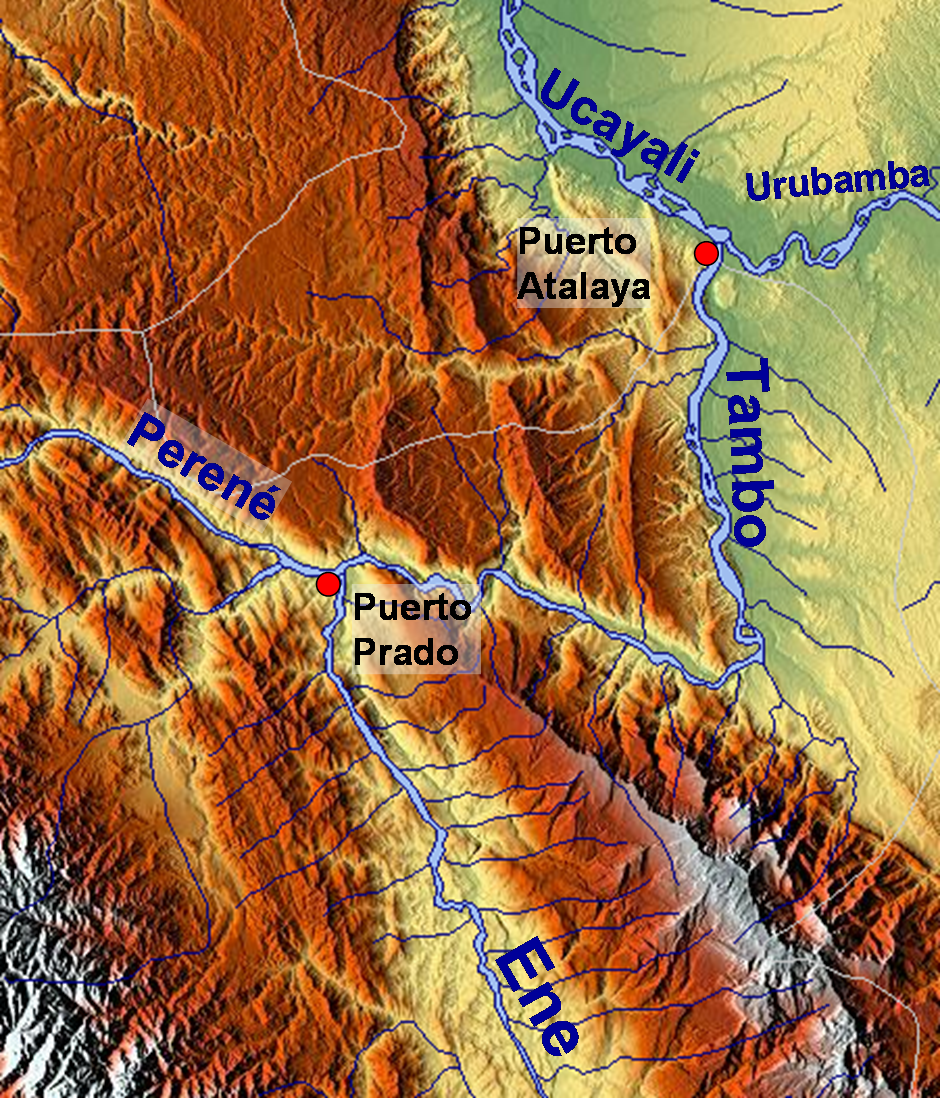
河流流经图

佩雷內河（西班牙語：Río Perené）是南美洲安第斯山脈東面的秘魯河流，在座標10°57′6″S 75°17′0″W / 10.95167°S 75.28333°W發源往東南方向流下，河道全長165公里。在座標11°9′54″S 74°14′3″W / 11.16500°S 74.23417°W處流入埃納河成為坦博河。
11°09′22″S 74°13′55″W / 11.15623°S 74.23206°W